# أندرو غولدبرغ
أندرو غولدبرغ (بالإنجليزية: Andrew Goldberg)‏ هو كاتب سيناريو وصحفي ومنتج أفلام ومخرج أمريكي، ولد في 26 يونيو 1968.

## وصلات خارجية
- أندرو غولدبرغ على موقع IMDb (الإنجليزية)
- أندرو غولدبرغ على موقع أول موفي (الإنجليزية)
- أندرو غولدبرغ على موقع قاعدة بيانات الفيلم (الإنجليزية)